# Cejilla

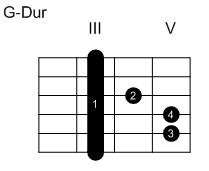
Ejemplo de acorde mayor con cejilla, en este caso SOL.

La cejilla es una técnica de guitarra en la que se coloca un dedo, generalmente el índice, en uno de los trastes de la guitarra en todas o casi todas las cuerdas. Esta técnica suele utilizarse para formar un acorde.
Un ejemplo de uso es buscar la nota que se desee en la 5ª o 6ª cuerda y formar un "dibujo" según el acorde que se quiera, como menor, mayor, etc. En ocasiones se emplean dos o raramente más cejillas simultáneamente, por ejemplo atrapando todas las cuerdas con el dedo índice, y la 1.ª y 2.ª con el dedo medio.

## Técnica
La técnica básica más habitual es adoptar con los dedos medio, anular y meñique las posiciones de MI mayor, MI menor, LA mayor o LA menor (o sus variantes de séptima, cuarta o sexta) y con el dedo índice crear la cejilla en el traste que se desea, a fin de convertir dichos acordes (MI o LA) en otros. Así, por ejemplo, un acorde de MI mayor desplazado un traste gracias a la cejilla, se transforma en un acorde de FA mayor. Desplazar otras figuras como el acorde de DO mayor, SOL mayor, RE mayor o RE menor con cuerdas al aire son menos utilizadas por requerir mayor destreza y flexibilidad en las manos, si bien también se emplean en ocasiones.

## Estilos musicales e importancia de la cejilla
El flamenco es un estilo en el que típicamente se hace uso de esta técnica en su forma básica, por ejemplo con la sucesión MI mayor - FA mayor - SOL mayor - LA menor, partiendo de la posición de MI mayor y recorriendo el mástil en la misma posición, (convirtiendo el acorde en menor en el último caso). Los estilos de música moderna ligera, generalmente tocados con guitarra eléctrica o acústica, tales como el rock o pop también hacen uso extensivo de las formas elementales, y es habitual encontrar numerosos ejemplos de cejillas complejas en gran número de pasajes de guitarra clásica, de jazz y bossa nova con gran riqueza de formas (para acordes disminuidos, aumentados, sexta, séptima, cuarta), siendo por ello la cejilla una técnica fundamental a dominar para cualquier guitarrista.